# John Leonard Hines
John Leonard Hines, ameriški general, * 21. maj 1868, White Sulphur Springs, Zahodna Virginija, † 13. oktober 1968, Washington, D.C..